# Campionat del món d'escacs de 1910 (Lasker-Janowski)
El Campionat del món d'escacs de 1910 (Lasker-Janowski) fou el segon dels matxs pel campionat del món d'escacs que es varen disputar el 1910. Emanuel Lasker, campió regnant, s'enfrontà a David Janowski. Va ser jugat entre el 8 de novembre i el 8 de desembre de 1910 a Berlín. Lasker va defensar el títol amb èxit.

## Prèvies
Lasker i Janowski varen jugar dos matxos d'exhibició el 1909, el primer va acabar en taules (+2 -2) i el segon va guanyar convincentment Lasker (+7 =2 -1). Al llarg del matx del 1909 ha estat algunes vegades anomenat matx de campionat del món, però una recerca d'Edward G. Winter indica que el títol no estava en joc.

## Resultats
El primer jugador a guanyar vuit partides seria el campió del món.
|                | 1 | 2 | 3 | 4 | 5 | 6 | 7 | 8 | 9 | 10 | 11 | Victòries | Total |
| -------------- | - | - | - | - | - | - | - | - | - | -- | -- | --------- | ----- |
| Emanuel Lasker | 1 | = | = | 1 | 1 | = | 1 | 1 | 1 | 1  | 1  | 8         | 9½    |
| David Janowski | 0 | = | = | 0 | 0 | = | 0 | 0 | 0 | 0  | 0  | 0         | 1½    |
Lasker va retenir el títol.